# Djamilatou Sabi Mohamed
Djamilatou Sabi Mohamed, née le 11 février 1979, est une femme politique béninoise élue députée du Bénin lors des élections législatives du 8 janvier 2023.

## Biographie

### Origines et études
Née le 11 février 1979 à Malanville, Djamilatou Sabi Mohamed Abarissi est une femme politique et leader béninoise reconnue pour son engagement en faveur de la promotion des droits des femmes, de la bonne gouvernance et du développement local. Elle est mariée et mère de quatre enfants.
  Après avoir obtenu unemaîtrise en droit et sciences politiques à l’Université de Parakou, elle a poursuivi une carrière marquée par son implication dans des initiatives politiques, sociales et communautaires. Elle a notamment été Directrice du Foyer Daouda Fati Laraba à Malanville, avant de devenir Première Adjointe au Maire de cette même commune.

### Carrière politique
Djamilatou Sabi Mohamed est élue députée de l'Assemblée Nationale du Bénin sur la liste du parti Union Progressiste le Renouveau lors des élections législatives qui se sont tenues le 8 janvier 2023Elle fait partie des 109 députés de la 9e législature,,. 